# Miike Snow
Miike Snow — шведская электро-поп-группа, состоящая из Кристиана Карлссона (швед. Christian Karlsson), Понтуса Виннберга (швед. Pontus Winberg) и Эндрю Вайет (англ. Andrew Wyatt). Группа была образована в 2007 году. Своим названием коллектив обязан японскому режиссёру Такаси Миикэ (англ. Takashi Miike) в честь фамилии которого, собственно, и названо трио. Ещё до Miike Snow Кристиан Карлссон и Понтус Винберг писали для Кайли Миноуг, Бритни Спирс и Мадонны. В ту пору дуэт Карлссона и Винберга назывался Bloodshy & Avant. За легендарную композицию «Toxic», написанную для Бритни Спирс Bloodshy & Avant были номинированы на премию Грэмми.

## Дискография

### Альбомы
- 2009 — Miike Snow
- 2012 — Happy To You
- 2016 — iii

### Синглы
Genghis Khan — сингл 2015 года с альбома iii (2016)